# 東京山手線內

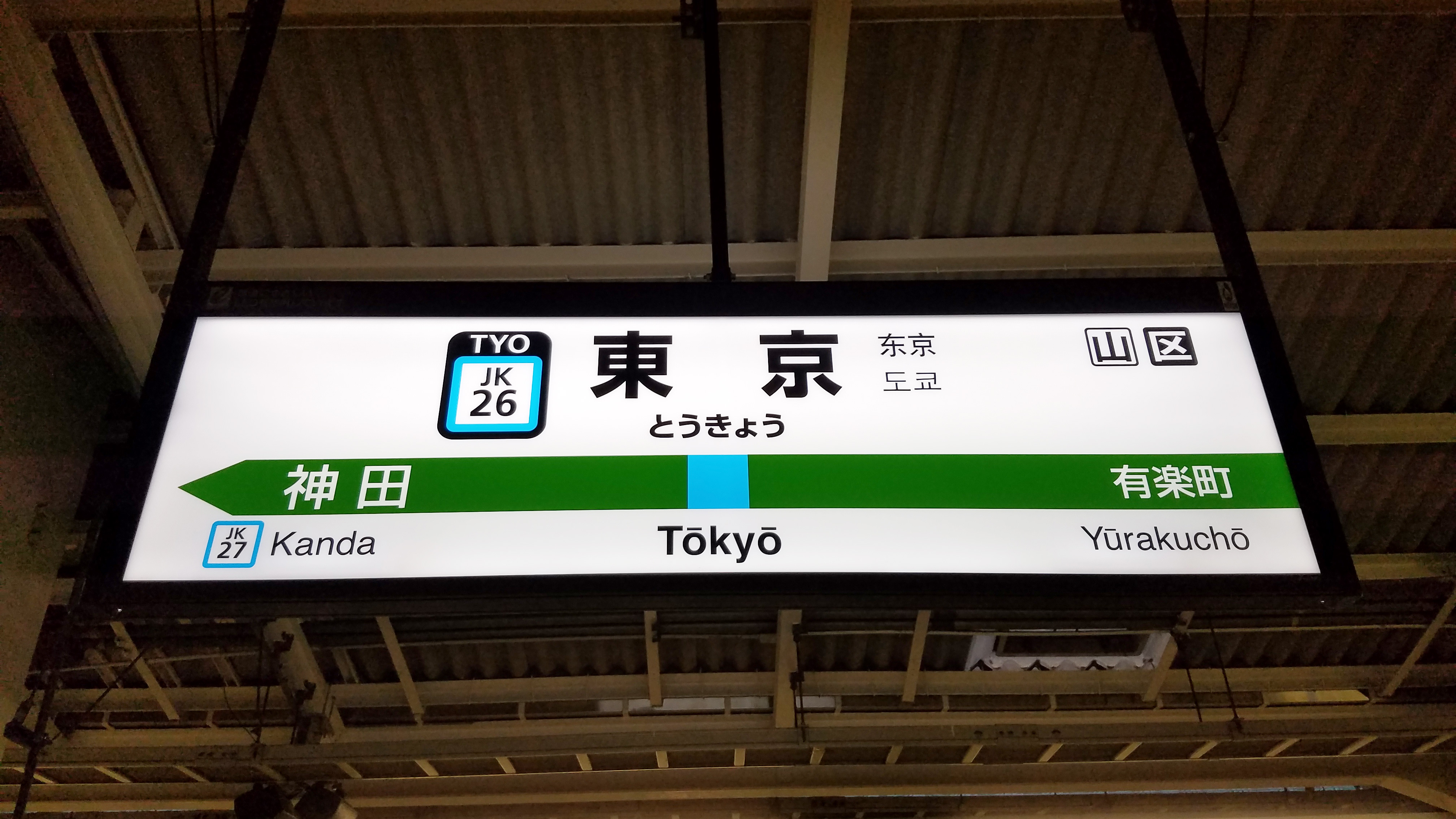
東京站（JR東日本）的站名牌。右上角印有「山」「区」的特定都區市內字樣，表示東京站位於東京山手線內和東京都區內。

东京山手线内（日语：／ Tōkyō Yamanote sennai），是根据日本铁路公司（JR）的旅客营业规则第78条第1项第1号的规定划分的区间。
指的是作为运行组织的山手线，以及其内侧的中央本线神田站至代代木站区间，总武本线秋叶原站至御茶之水站区间的区域。区域内的车站的指示牌上有“山”字的记号。

## 关于运营距离，票价计算里程的起止车站的特例
在东京山手线内的车站与距离中心车站（东京站）100至200公里区间内的车站间乘车时的票价，将根据将东京站作为起点或终点的情况下的运营距离进行计算。
- 在东京近郊区间内，从东京站出发使用非最短路线乘车且运营距离超过了100公里，但最短路线的运营距离未超过100公里的情况下，可以不使用此特例计算票价[3][4]。
- 适用于本特例的车票可以在东京山手线内任意一站乘车及下车，但是不能中途下车（即持同一張有效車票出站後再入站乘車）[5]。
- 与东京站间的运营距离超过200公里的情况下，将参照比本特例范围更广的东京都区内的规定进行计算。[6]
- 如果使用适用于本条例的车票从东京山手线内区域内的车站乘坐到区域外的车站，将计算下车车站到最近的东京山手线内车站间的距离并收取相应车费[7]。

## 关于票价的特例
在山手线内的的车站之间乘坐的场合，根据乘坐的区间来进行相对便宜的票价计算。详细的请参考电车特定区间。

## 统一票价的车票
在2000年1月31号之前发售过在山手线内能在一定次数内使用的回数券，在之后发售的是在山手线内一定时间内能使用的定期票。

## 历史
虽然从1925年（大正14年）开始成为东京电车环状线，但是真正叫做“山手线”是从1972年（昭和47年）池袋站到赤羽站的区间剥离之后并入埼京线开始的。